# Шутылёв, Валерий Васильевич
Валерий Васильевич Шутылёв (27 марта 1940, Сталино — 12 августа 1998, Киев) — советский футболист, нападающий.
Воспитанник футбольной школы «Шахтёр» Сталино. Играл за команды «Шахтёр» Сталино/Донецк (1957—1958, 1959, 1960—1961), «Локомотив» Сталино/Донецк (1958, 1959—1960, 1961—1962), «Локомотив» Москва (1960), «Трудовые резервы» Луганск (1962—1963), «Карпаты» Львов (1963—1965), «Шахтёр» Караганда (1966), «Нефтяник» Дрогобыч (1966—1967), «Шахтёр» Червоноград (1968).
В чемпионате СССР в 1960—1961 годах за «Локомотив» Москва и «Шахтёр» Сталино/Донецк провёл 15 матчей, забил один гол. Полуфиналист Кубка СССР 1959/60.